# 小松島航空基地
小松島航空基地（こまつしまこうくうきち、JMSDF Komatsushima Air Base）は、徳島県小松島市和田島町字洲端4-3に所在する、海上自衛隊の飛行場である。

## 概要

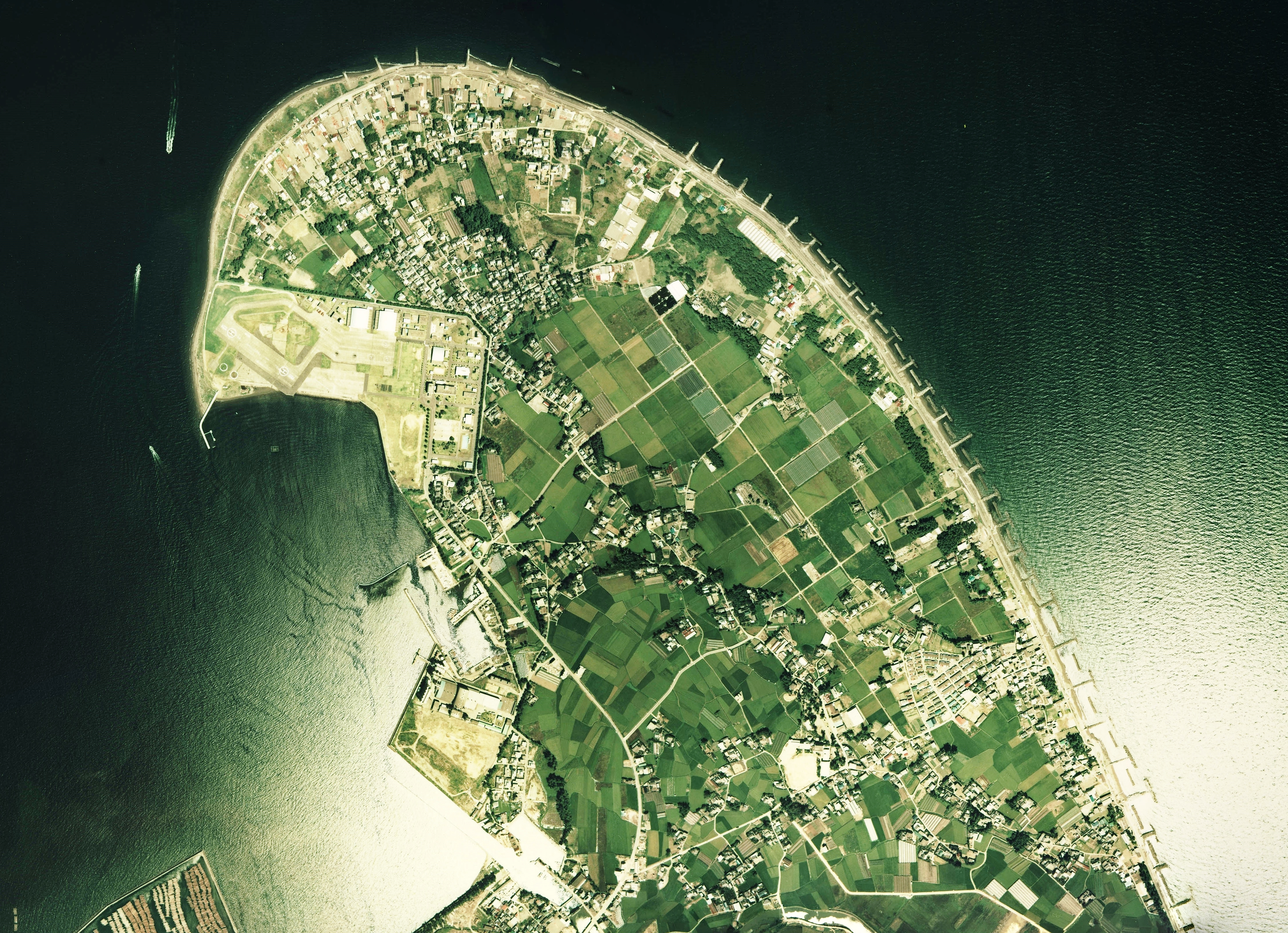
小松島航空基地付近の空中写真。（1976年撮影の3枚を合成作成）

呉地方隊隷下の「小松島航空隊」として活動してきたが、2008年3月末の部隊再編で第22航空群隷下の「第24航空隊」の基地となり、対潜哨戒ヘリコプターSH-60Jが配備されている。主に、大阪湾を中心に、瀬戸内海、近畿・四国南方海上の防備を行っている。
また、気候が乾燥しがちな瀬戸内や四国は、山火事が頻繁に発生する地域だが、小松島航空隊は、その度に県知事の要請により災害出動し、徳島航空基地隊とともにヘリコプターによる消火活動を行っていることでも知られる。

## 歴史
1941年（昭和16年）10月1日に、大日本帝国海軍呉鎮守府の隷下部隊として小松島海軍航空隊が発足したことに始まる。翌1942年（昭和17年）、第12連合航空隊に編入され、海軍飛行予科練習生（予科錬）訓練施設が置かれ、水上機約10機、隊員約300名を擁する練習航空隊として水上機の操縦や偵察術の教育訓練が行われた。1944年（昭和19年）には練習航空隊の指定を解かれ、第903海軍航空隊に統合され、主に紀伊水道での哨戒や船舶の護衛を行った。第11海軍航空廠岩国支廠小松島補給工場が置かれていた。
終戦後、基地施設は取り壊され荒れた状態で放置されていたが、1959年（昭和34年）10月に防衛庁が小松島市に海上自衛隊の基地建設を申し入れ、1964年（昭和39年）11月20日に臨時小松島派遣隊が発足。翌1965年（昭和40年）3月25日、海上自衛隊第21航空群（司令部：館山航空基地）隷下の哨戒ヘリコプター部隊として「小松島航空隊」が開隊され、再び航空基地となった。
発足当時はHSS-1N 9機を装備し、周辺海域の防衛、沿岸防備、航空救難に従事した。1971年（昭和46年）3月1日にはHSS-2が配備された。
1987年（昭和62年）12月1日、小松島航空隊は第21航空群から呉地方隊隷下に編成替えとなった。1988年（昭和63年）6月13日にはHSS-2Bが配備され、さらに2001年（平成13年）8月29日にはSH-60Jが配備された。2008年（平成20年）3月26日、海上自衛隊体制移行による部隊再編が行われ「小松島航空隊」は第22航空群（司令部：大村航空基地）隷下に編入され「第24航空隊」に改編された。

## 配置部隊
- 第24航空隊
  - 隊本部
    - 隊総務室
    - 隊幕僚室
    - 隊先任伍長室

  - 第241飛行隊：SH-60J/SH-60K（コールサイン "SHADOW"）
  - 第241整備補給隊
    - 整備補給班
    - 航空機整備班
    - 装備整備班
    - 補給班

  - 小松島航空基地隊
    - 隊本部
    - 小松島管理班
    - 小松島航空警備班
    - 小松島運航班
    - 小松島通信班
    - 小松島経理班
    - 小松島厚生班
    - 小松島衛生班

## ギャラリー

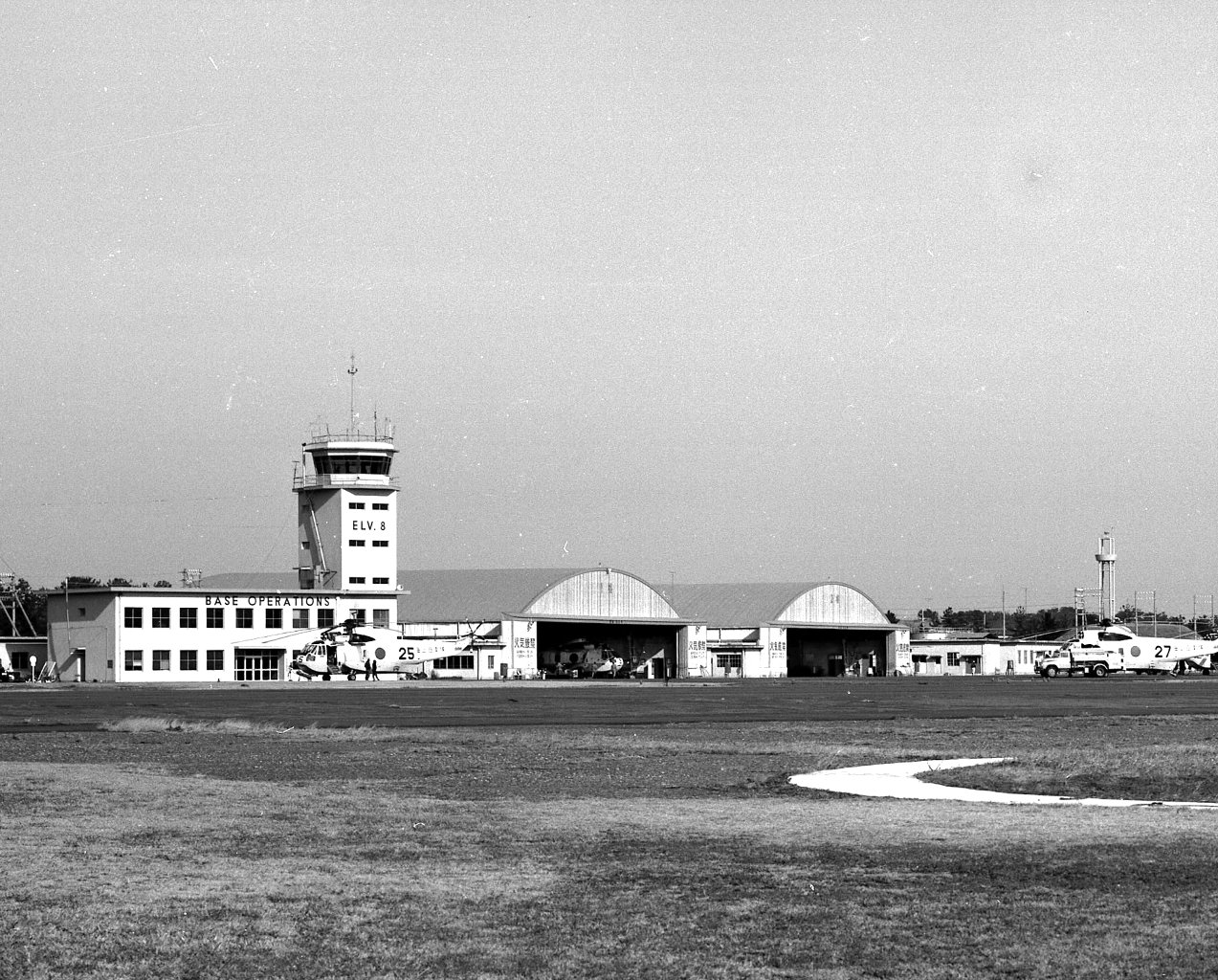
小松島航空基地の旧管制塔とHSS-2哨戒ヘリコプター（昭和46年頃）
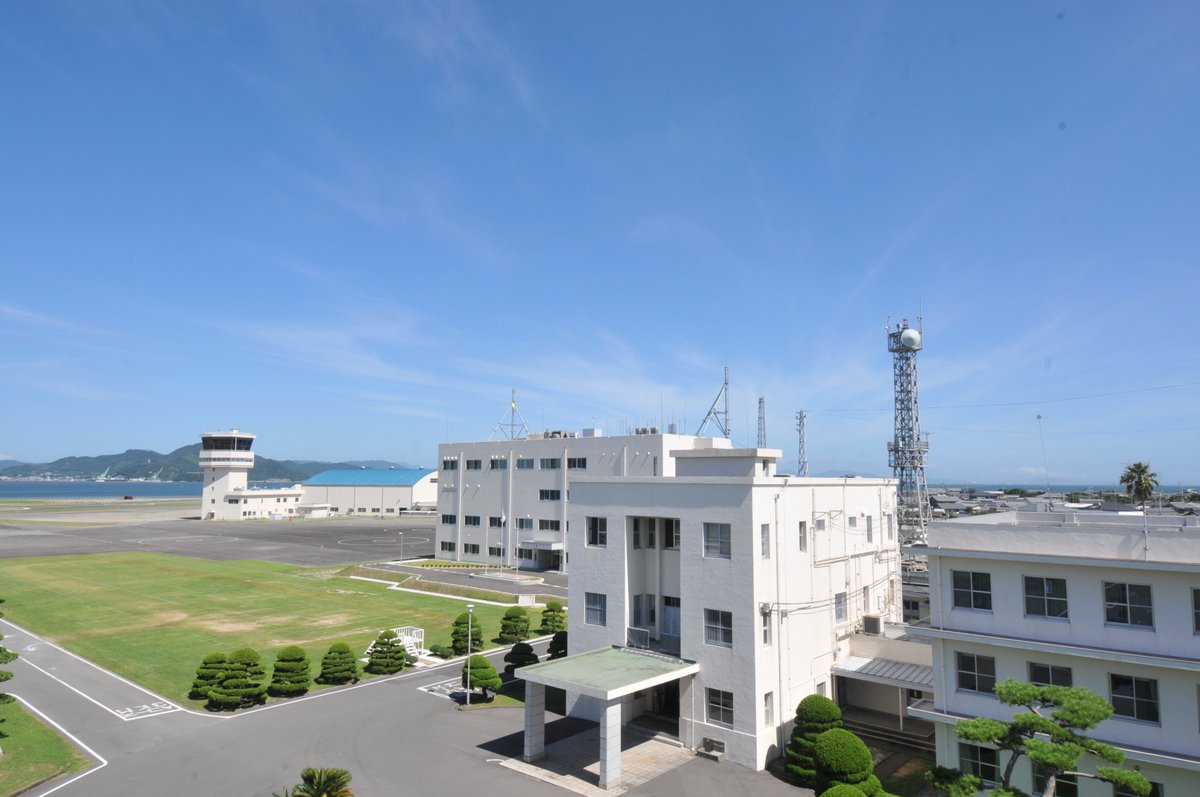
小松島航空基地開隊（昭和40年）から平成24年まで使用された旧庁舎(手前)と新庁舎(奥)
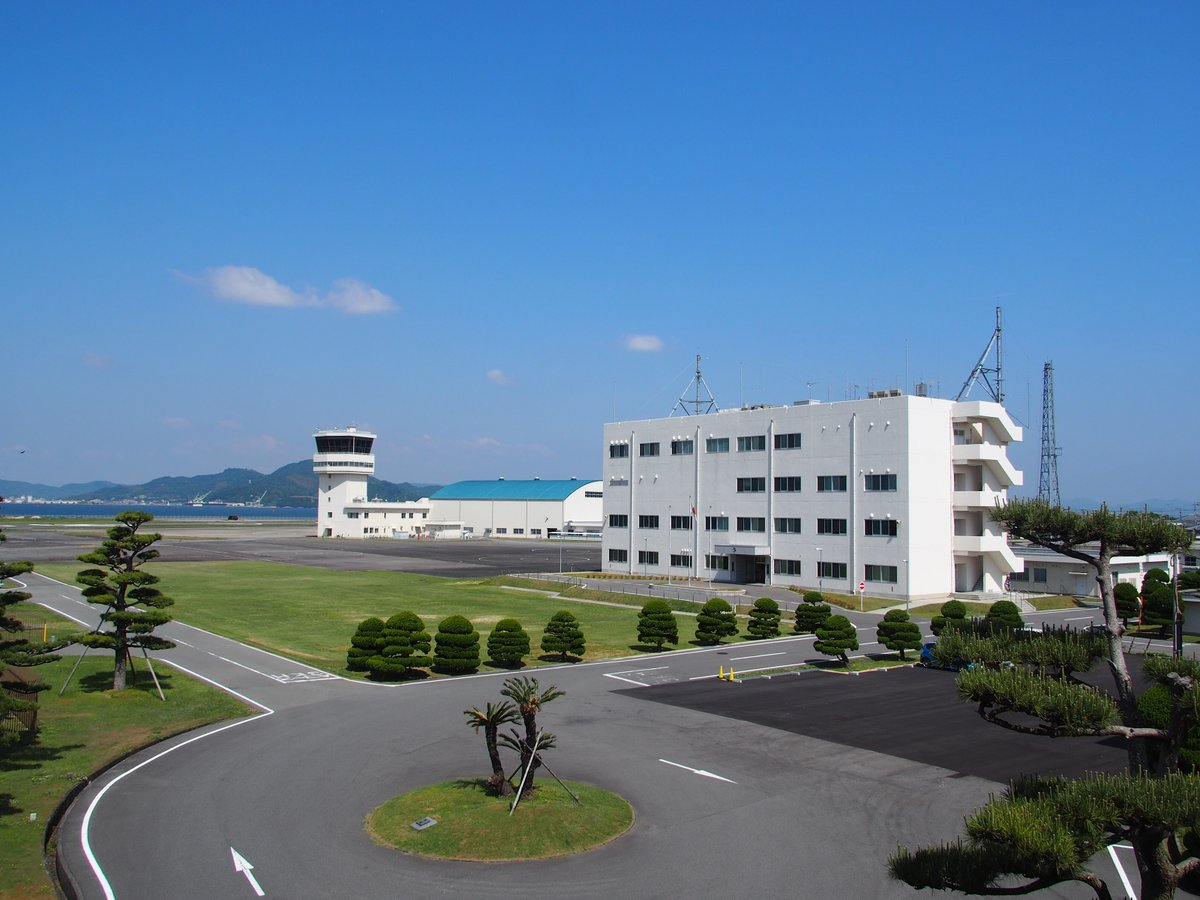
現在の小松島航空基地
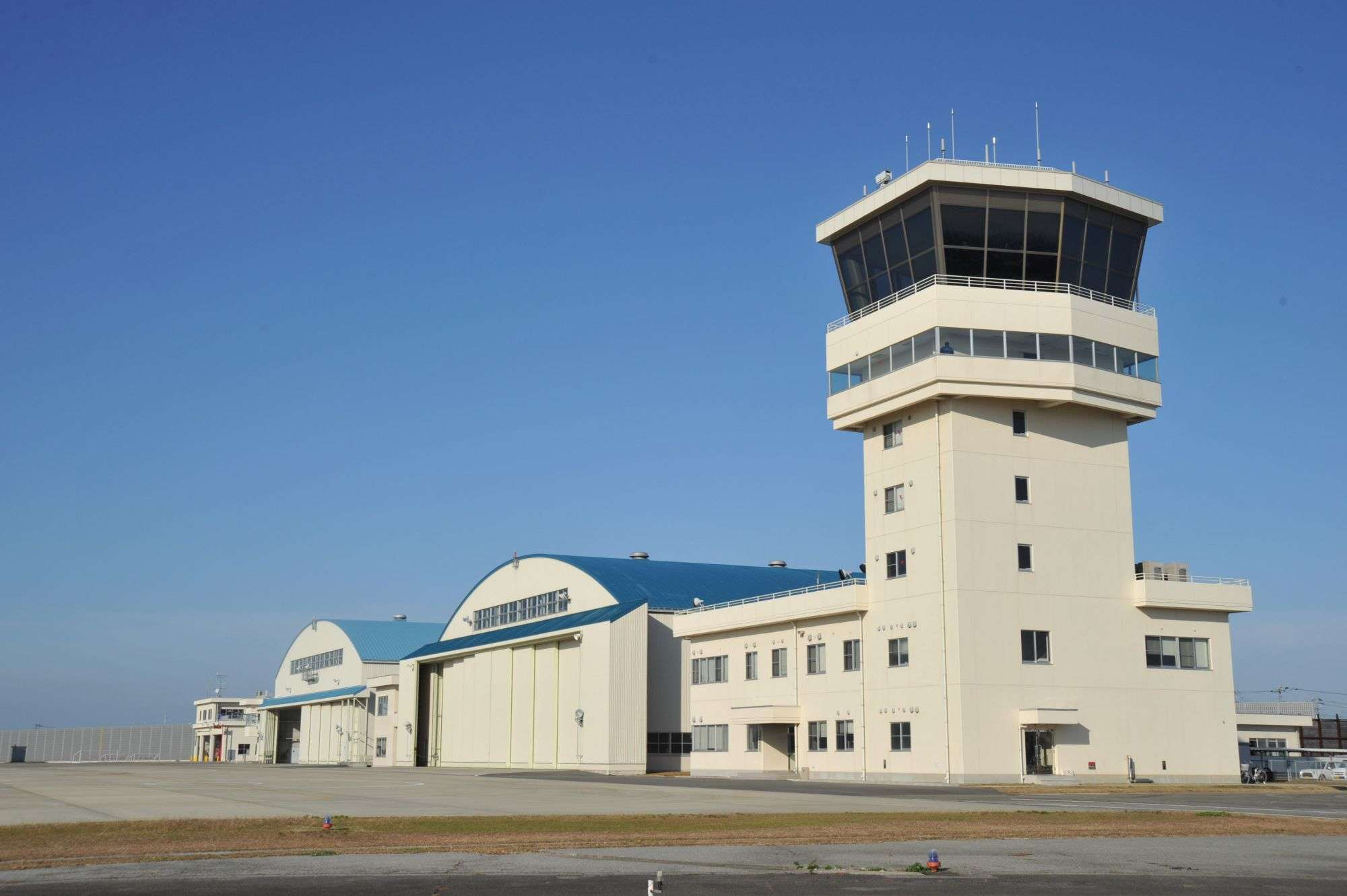
小松島航空基地の管制塔と格納庫
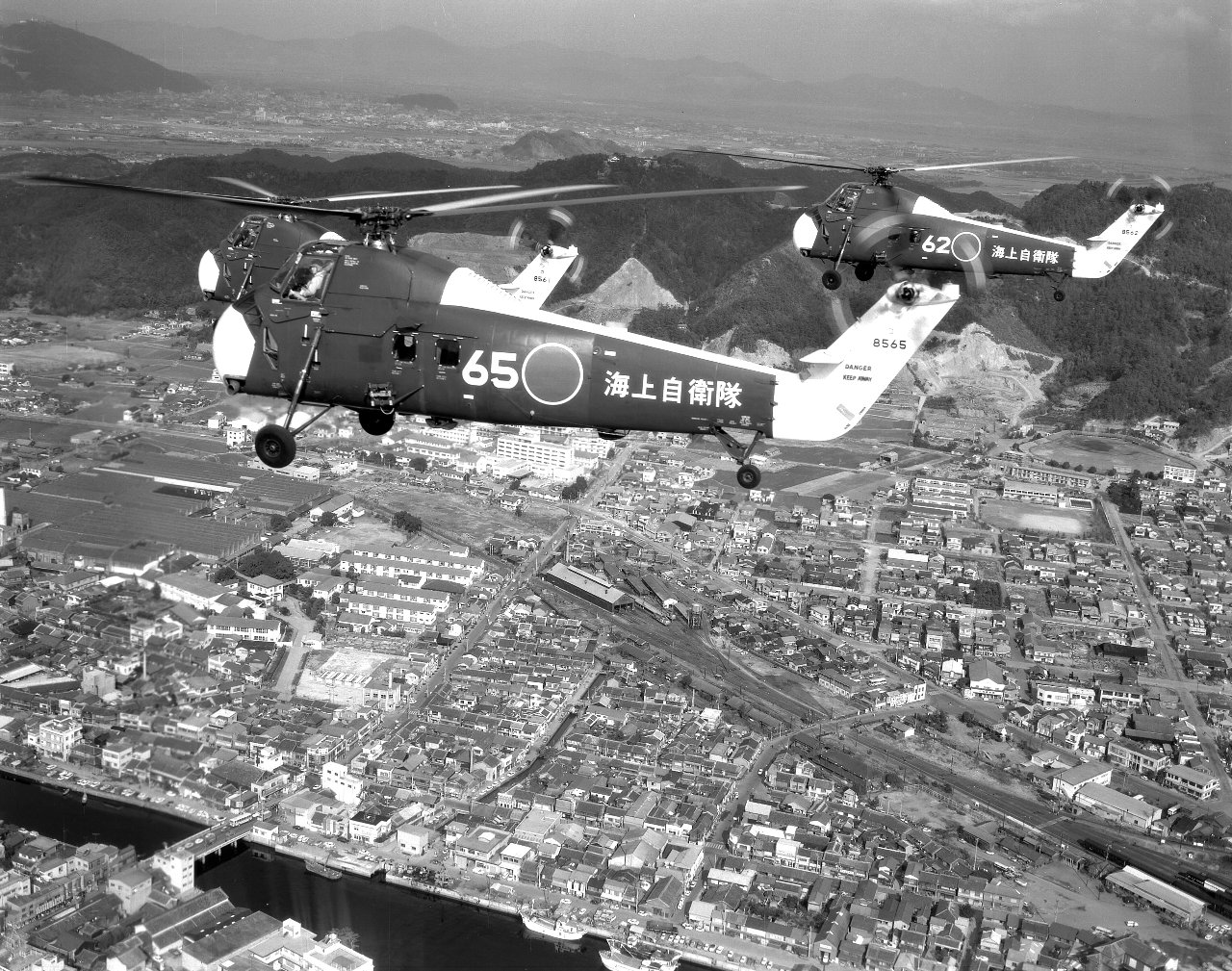
小松島市上空を飛行する小松島航空隊所属のHSS-1N（昭和40年）
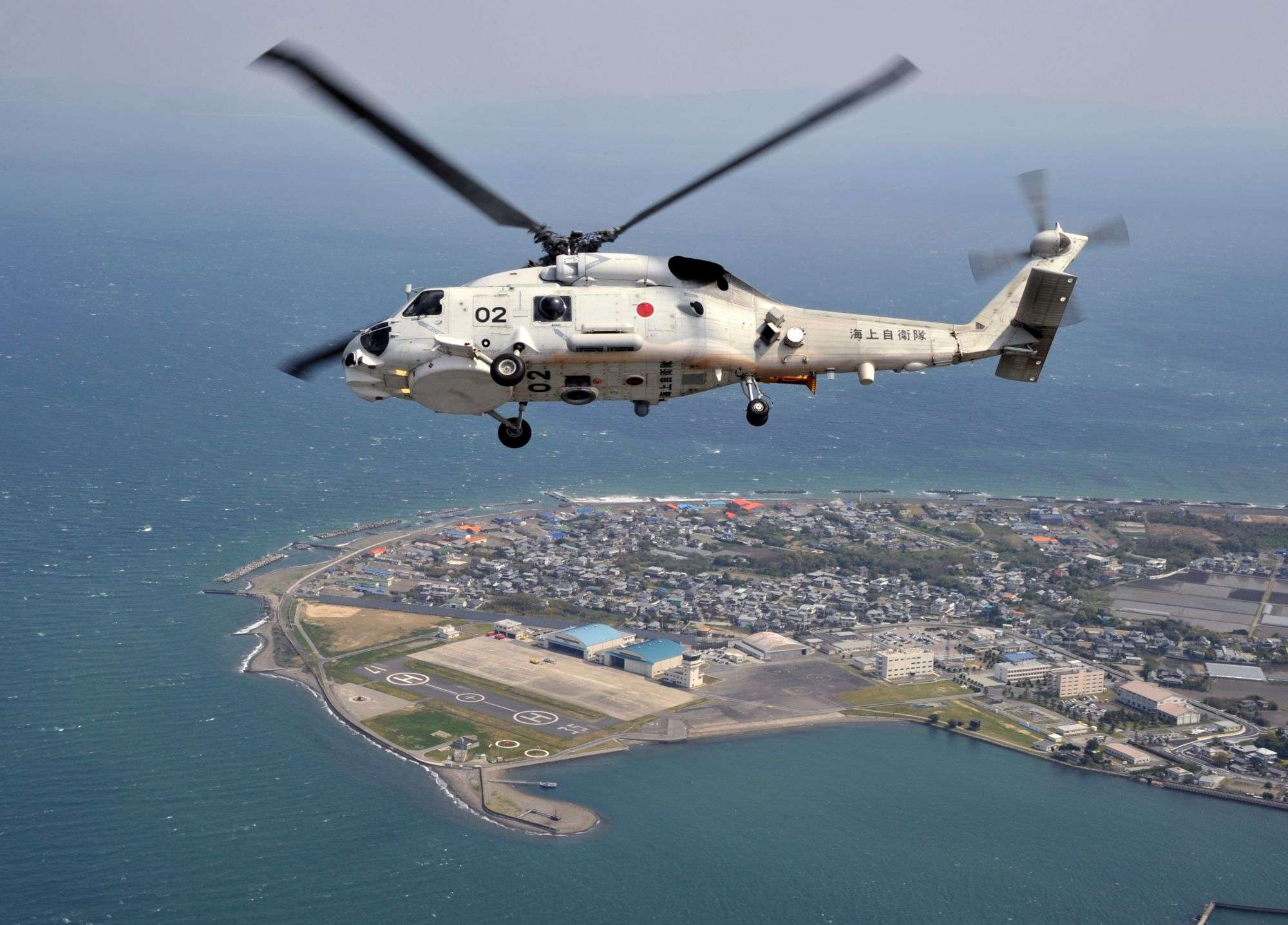
小松島航空基地上空を飛行するSH-60J